# Az erőszakos zsaru
Az erőszakos zsaru (eredeti címén, japánul その男、凶暴につき (Szono otoko, kjóbó ni cuki)) egy 1989-ben bemutatott japán bűnügyi film Kitano Takesi rendezésével és főszereplésével; a rendező első filmje. Témája egy törvénytelen, de hatásos, erőszakos módszereket alkalmazó rendőr és a rendőrséggel is összefonódott kábítószermaffia harca.

## Cselekmény
|  | Alább a cselekmény részletei következnek! |

A történet főszereplője Azuma, az „erőszakos zsaru”, aki előszeretettel alkalmaz a bűnelkövetőkkel, vagy akár saját személyes ellenfeleivel szemben is erőszakos módszereket, például kihallgatások, vallatások során. Ezek a módszerek azonban törvénytelenek, így az új rendőrfőnök hamarosan nagyobb visszafogottságot kér tőle.
A kábítószermaffia elleni harcban azonban Azuma nem tudna visszafogottság nélkül érvényesülni. Új munkatársával, a fiatal, naiv, sőt, kissé ügyetlennek tűnő Kikucsival többször is bűnözők nyomába erednek, de a fő bonyodalmat az okozza, amikor egy hídra felakasztva találják Azuma egyik barátját, a kábítószermaffiával is kapcsolatban álló rendőrt, Ivakit. Hivatalosan öngyilkosságnak minősítik az esetet, de Azuma tudja, hogy nem az volt. Megtudja, hogy egy „őrült” bérgyilkos, Kijohiro ölte meg Nitónak, a bűnözők vezérének utasítására. Amikor Kijohiro is a kezei közé kerül, őt is megveri, pisztolyt is fog rá, de saját társai fogják vissza, nehogy megölje. Az eset miatt azonban elbocsátják a rendőrségtől, így saját kezébe veszi az ügyet, egyik régi ismerősétől még illegális pisztolyt is beszerez. Egyszerűen besétál Nito irodájába, beszélnek pár szót, majd előkapja a pisztolyt és agyonlövi a vezért. Mindeközben Kijohiro és néhány társa fogva tartja Azuma húgát, Akarit, aki kábítószerfüggővé is válik és bármit megtesz, hogy az anyaghoz hozzájusson.
A film végén egy sötét parkolóházban találkozik Azuma és Kijohiro, ahol egymásra lőnek. Azuma is megsérül, de életben marad, a bérgyilkos viszont meghal. Ekkor megjelenik Akari, és a holttest ruháját lázasan kezdi átkutatni, hátha talál ott kábítószert. Azuma nem bírja elnézni, mit tettek húgával, ezért őt is lelövi. Hirtelen azonban újabb lövés dördül valahonnan, és Azuma is holtan esik össze. Kiderül, hogy Nito egyik fő embere lőtt. A záró jelenetben már ez a férfi ül Nito korábbi székében, és fogadja a hozzá érkező vendéget: az eddig naivnak hitt kisrendőrt, Kikucsit: a valójában ravasz fiatalember lesz ezentúl az, aki a halott Ivakit helyettesíti a rendőrség és a bűnözők közötti kapcsolattartásban.
|  | Itt a vége a cselekmény részletezésének! |

## Szereplők
- Kitano Takesi ... Azuma, az „erőszakos zsaru”
- Asikava Makoto ... Kikucsi, a fiatal rendőr
- Kavakami Maiko ... Akari, Azuma húga
- Szano Siró ... Josinari, az új rendőrfőnök
- Hiraizumi Szei ... Ivaki
- Hakurjú ... Kijohiro, a bérgyilkos
- Kisibe Ittoku ... Nito, a befolyásos üzletember, bűnözővezér

## Díjak és jelölések
| 1990 | Japán akadémiai díj     | Népszerűségi díj      | Kitano Takesi | Elnyerte |
| 1990 | Japán akadémiai díj     | Legjobb férfi színész | Kitano Takesi | Jelölés  |
| 1989 | Nikkan Sports filmdíj   | Legjobb új tehetség   | Kitano Takesi | Elnyerte |
| 1990 | Jokohamai filmfesztivál | Legjobb rendező       | Kitano Takesi | Elnyerte |